# Les Six Compagnons à Scotland Yard
Les Six Compagnons à Scotland Yard est un roman de Paul-Jacques Bonzon, le 14e de la série Les Six Compagnons sur 49 publiés.
Paru en 1968, le roman est illustré par Albert Chazelle.
L'action se déroule à Lyon et Londres, où il s'agit de la première aventure à l'étranger. Le roman voit la dernière apparition régulière de Corget, et la narration du roman est faite par Tidou.

## Résumé
Début juin. Alors qu'ils sont allés en promenade aux abords de l'aéroport de Lyon-Bron, les Six Compagnons découvrent un homme blessé dans une voiture accidentée. Apparemment l’homme a eu un accident de voiture. Les Compagnons appellent les secours. Après la prise en charge de l'inconnu, Kafi trouve une montre cassée de fabrication anglaise à quelques dizaines de mètres de là : appartenait-elle au blessé ? Le lendemain, on apprend que l'inconnu s'appelle Harry Simson et qu'il est un homme d'affaires anglais. Les jeunes gens vont le voir à l'hôpital de la Grange-Blanche : il est amnésique et ne se souvient de rien.
Ils y font la connaissance de Margaret Simson, sa fille, qui leur révèle que des documents très importants, au sujet d'une nouvelle invention, en possession de son père ont été volés. La montre cassée lui étant présentée, elle dit ne pas connaître cette montre qui en tout cas n’appartient pas à son père. Harry Simson était donc en présence d'un tiers, mais qui ? Les documents volés sont des plans d'une machine révolutionnaire à filer la soie. Harry Simson espérait en tirer un très bon prix afin d'en donner une partie à sa fille qui doit prochainement se marier.

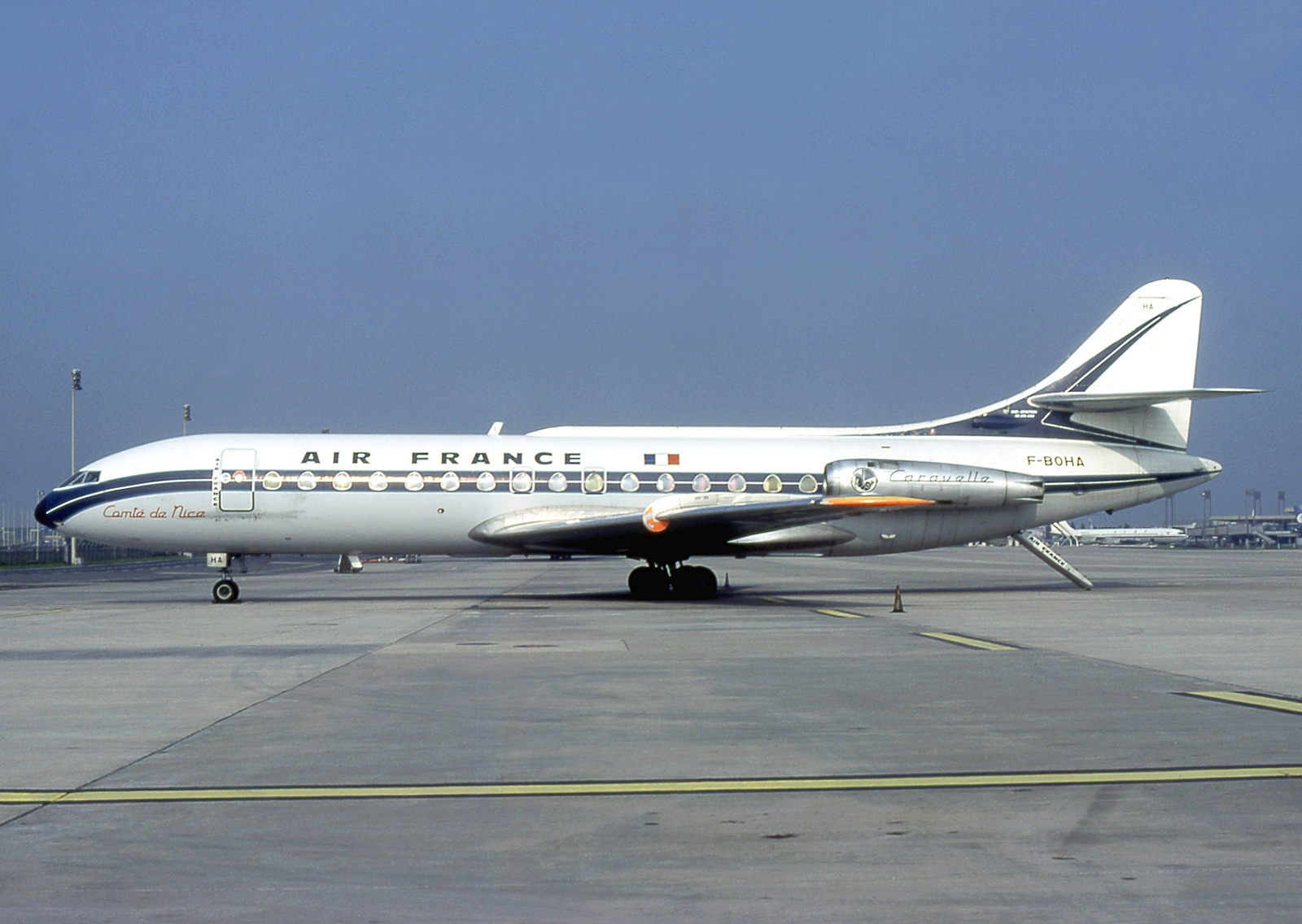
Une Caravelle d'Air France, utilisé par les Compagnons pour se rendre à Londres

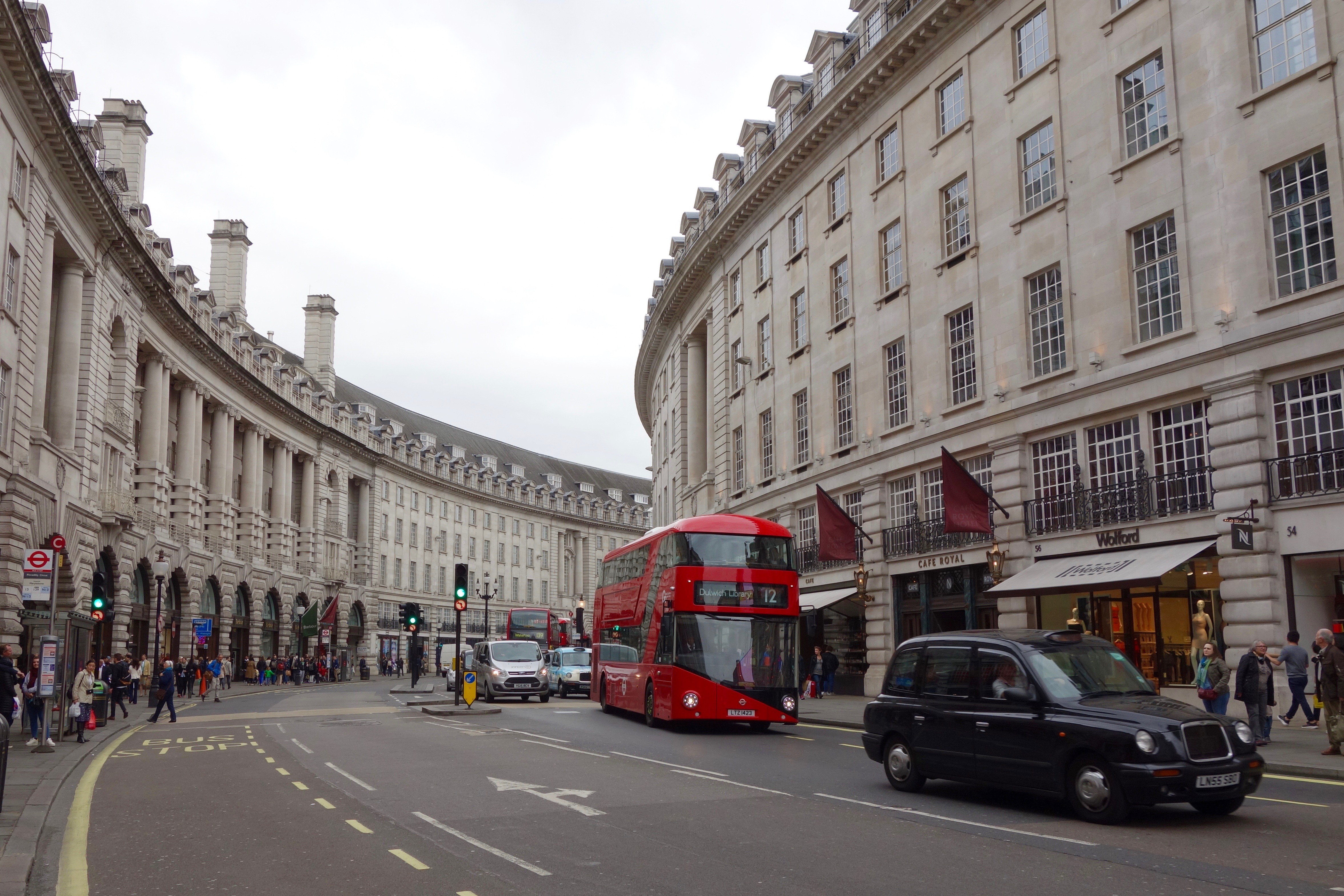
Regent Street

Les Compagnons enquêtent auprès des entreprises de filature lyonnaises. Dans l’une d'elles, on leur apprend qu'un individu a effectivement tenté de vendre les plans d'une nouvelle machine à filer la soie. Le vendeur était un Anglais parlant français, mais ses plans étaient incomplets. Le fiancé de Margaret écrit aux Compagnons et leur propose de se rendre en Angleterre. Les Compagnons acceptent et prennent l'avion pour Londres (y compris le chien Kafi). Arrivés dans la capitale britannique, ils font la connaissance de David Heddle, fiancé de Margaret, et se rendent avec lui au domicile de la jeune femme à Hanover Street. Ils la découvrent ligotée et bâillonnée dans le grenier, l'atelier de travail de Harry Simson, qu'un inconnu a méthodiquement fouillé.
Les soupçons des enfants se portent sur le concierge de l’immeuble, James Blackmoor. L'homme finit par reconnaître que la montre brisée lui appartient mais affirme qu'on la lui a volée quelques semaines auparavant dans un pub londonien. Néanmoins l'homme ne parle pas français et dispose d'un solide alibi pour le jour de l'accident de voiture d'Harry Simson. Pendant ce temps David a caché les deux pages manquantes des plans dans une cachette secrète de sa chambre à Regent Street, et le père de Margaret, à semi-rétabli, revient à Londres, tout en restant amnésique. Les jeunes gens apprennent que le voleur de la montre serait un certain « Thomas », identifié comme étant Peter Bradson, cuisinier dans le restaurant français Le Cochon de lait dans le quartier de Soho. Se rendant par la suite en métro à son domicile dans le quartier des docks, ils découvrent que l'homme n'est pas impliqué dans l'affaire, occupé par l'hospitalisation de sa fille.
Le soir, Tidou demande que l'on vérifie que les plans sont toujours présents dans la cachette. La vérification est faite : les plans ont disparu ! Tidou expose sa théorie : c'est le maître d'hôtel de la famille Heddle, Herbert Murray. Ce dernier parle français et, vérification faite, était absent de Londres début juin. Les Six Compagnons se rendent au domicile du majordome à Lowfield, sur la rive droite de la Tamise, mais celui-ci a quitté son domicile. Par chance, les jeunes gens l'aperçoivent, et le poursuivent.

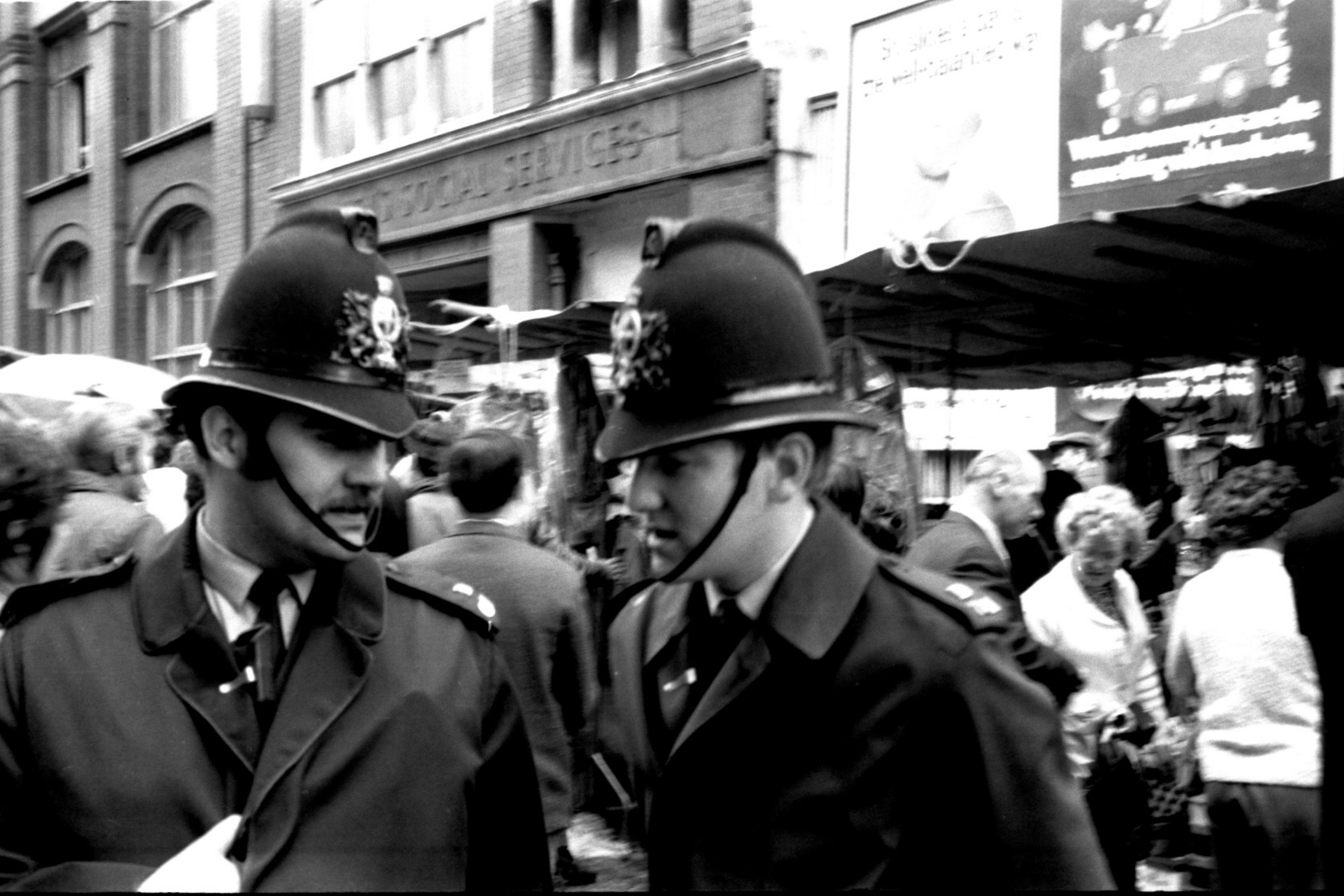
Bobbies de la Metropolitan Police en 1971

Herbert Murray s'enfuit et est pourchassé par les jeunes gens. Un policier londonien est appelé en renfort et l'homme tire dans sa direction, le blessant légèrement. En fin de compte il est arrêté grâce à l'aide efficace de Kafi. Tout le monde est emmené à Scotland Yard. Dans un premier temps, Herbert Murray nie toute implication dans les événements survenus à Lyon et à Londres. Toutefois sa fuite et sa tentative de meurtre d'un policier ne jouent pas en sa faveur.
Un basculement a lieu : Harry Simson, jusque là amnésique, recouvre la mémoire lorsqu'on lui présente Herbert Murray. Il se souvient que l’homme l'avait abordé dès son arrivée à Lyon et qu'il avait demandé à Harry de le conduire en centre-ville. Il avait alors assommé Harry avant de dérober une partie des plans. Lorsque les deux pages manquantes des plans de la machine révolutionnaire sont retrouvés dans une commode de l’appartement d'Herbert Murray, celui-ci avoue les faits. Il reconnaît avoir découvert l'existence de l'invention grâce aux bavardages de James Blackmoor au pub, il reconnaît son départ pour Lyon, l'agression de M. Simson et celle de Margaret.
L'affaire étant résolue, les Compagnons font le trajet inverse et retournent à Lyon. Quelques mois plus tard, ils ont la joie de revoir Margaret et David, qui sont venus à Lyon leur rendre visite. Les deux jeunes gens sont désormais mariés.